# Daniel Alberto Paredi
Daniel Alberto Paredi RE VGM (Coronel Vidal; 16 de noviembre de 1954) fue un piloto de caza en la Fuerza Aérea Argentina. Es reconocido por sus acciones durante la Guerra de Malvinas, donde voló un Skyhawk A4-C como parte del Grupo 4 de Caza. Participó en los ataques a la flota británica en San Carlos y en Bahía Agradable. Por su conducta en combate, recibió la Medalla al Valor en Combate que expresó "reconócese la actuación en la Guerra del Atlántico Sur por sus relevantes méritos, valor y heroísmo en defensa de la Patria".

## Educación y primeros años
Nacido en la localidad bonaerense de Coronel Vidal, Paredi egresó de la Escuela de Aviación Militar como piloto de caza.

## Guerra de Malvinas
El 2 de abril de 1982, durante la reconquista del Archipiélago Malvinense, Paredi operaba en Río Gallegos con el Grupo 4 de Caza. Su primera misión la realizó el 1 de mayo de 1982 y completo seis más, siendo la última el 8 de junio de 1982.
El 25 de mayo de ese mismo año participó del ataque a San Carlos dentro de la cuadrilla del capitán García, con la cual participó del bombardeo a un buque británico como piloto de un Skyhawks A4-C.
El 8 de junio participó en tierra de la defensa de la posición Argentina en Bahía Agradable, enfrentándoselos a tropas británicas que se encontraban desembarcando. Durante el ataque voló rasante para evitar ser derribado. Su avión comenzó a fallar, fluctuando en el vuelo debido a la falta de combustible, pero se las arregló para llegar al abastecedor y poder continuar vuelo hasta  la base.

## Postguerra
Daniel Paredi se convirtió en Agregado Aeronáutico en la Embajada Argentina en Londres durante el periodo 2003 – 2004. Durante su estadía fue reconocido por sus pares británicos como piloto del conflicto y mantuvo contacto con el Air Vice Marshall Sir Peter Squire, Comandante de la RAF que luego fuera invitado por la Fuerza Aérea Argentina a volar con los pilotos de la Base Aérea de Tandil. Alcanzó el grado de Brigadier Mayor en un puesto jerárquico de la fuerza, habiendo sido nombrado jefe de planificación el 26 de diciembre de 2009.